# Роумвілл (Луїзіана)
Роумвілл (англ. Romeville) — переписна місцевість (CDP) в США, в окрузі Сент-Джеймс штату Луїзіана. Населення — 99 осіб (2020).

## Географія
Роумвілл розташований за координатами 30°4′6″ пн. ш. 90°49′56″ зх. д. / 30.06833° пн. ш. 90.83222° зх. д. (30.068223, -90.832258).  За даними Бюро перепису населення США в 2010 році переписна місцевість мала площу 9,23 км², з яких 8,40 км² — суходіл та 0,83 км² — водойми.

## Демографія
Згідно з переписом 2010 року, у переписній місцевості мешкало 130 осіб у 42 домогосподарствах у складі 34 родин. Густота населення становила 14 осіб/км².  Було 48 помешкань (5/км²).
Расовий склад населення:
| - 83,8 % — чорних або афроамериканців - 16,2 % — білих |

До двох чи більше рас належало 0,0 %. Частка іспаномовних становила 0,0 % від усіх жителів.
За віковим діапазоном населення розподілялося таким чином: 21,5 % — особи молодші 18 років, 62,3 % — особи у віці 18—64 років, 16,2 % — особи у віці 65 років та старші. Медіана віку мешканця становила 38,0 року. На 100 осіб жіночої статі у переписній місцевості припадало 109,7 чоловіків;  на 100 жінок у віці від 18 років та старших — 112,5 чоловіків також старших 18 років.
Середній дохід на одне домашнє господарство  становив 47 529 доларів США (медіана — 47 976), а середній дохід на одну сім'ю — 31 622 долари (медіана — 32 794). За межею бідності перебувало 16,3 % осіб, у тому числі 15,2 % дітей у віці до 18 років та 0,0 % осіб у віці 65 років та старших.
Цивільне працевлаштоване населення становило 114 осіб. Основні галузі зайнятості: виробництво — 27,2 %, мистецтво, розваги та відпочинок — 20,2 %, освіта, охорона здоров'я та соціальна допомога — 18,4 %.